# مسابقات هنری در المپیک تابستانی ۱۹۲۴
مسابقات هنری یکی از رویدادهای بازی‌های المپیک تابستانی ۱۹۲۴ است که در شهر پاریس، فرانسه برای سومین دوره در پنج بخش معماری، ادبیات، موسیقی، نقاشی و مجسمه‌سازی برگزار شده‌است.

## جدول مدال‌ها
| رتبه           | کشور                 | طلا | نقره | برنز | مجموع |
| -------------- | -------------------- | --- | ---- | ---- | ----- |
| ۱              | لوکزامبورگ (LUX)     | ۱   | ۱    | ۰    | ۲     |
| ۲              | فرانسه (FRA)         | ۱   | ۰    | ۲    | ۳     |
| ۳              | یونان (GRE)          | ۱   | ۰    | ۰    | ۱     |
| ۴              | جمهوری ایرلند (IRL)  | ۰   | ۱    | ۱    | ۲     |
| ۴              | دانمارک (DEN)        | ۰   | ۱    | ۱    | ۲     |
| ۶              | بریتانیای کبیر (GBR) | ۰   | ۱    | ۰    | ۱     |
| ۶              | مجارستان (HUN)       | ۰   | ۱    | ۰    | ۱     |
| ۸              | موناکو (MON)         | ۰   | ۰    | ۱    | ۱     |
| ۸              | هلند (NED)           | ۰   | ۰    | ۱    | ۱     |
| مجموع (۹ کشور) | مجموع (۹ کشور)       | ۳   | ۵    | ۶    | ۱۴    |

## نتایج
| رویداد    | طلا                                                     | نقره                                              | برنز                                                        |
| معماری    | مدال داده نشد                                           | آلفرد هایوش و دژو لوبر (HUN) · Plan for a stadium | ژولین مدسا (MON) · Stadium for Monte Carlo                  |
| ادبیات    | ژئو-شارل (FRA) · "Jeux Olympiques"                      | یوزف پترسن (DEN) · "Euryale"                      | شارل گونه (FRA) · "Vers le Dieu d'Olympie"                  |
| ادبیات    | ژئو-شارل (FRA) · "Jeux Olympiques"                      | دوروتی مارگارت استوارت (GBR) · "Sword Songs"      | اولیور سنت جان گوگارتی (IRL) · "Ode to the Tailteann Games" |
| موسیقی    | مدال داده نشد                                           | مدال داده نشد                                     | مدال داده نشد                                               |
| نقاشی     | ژان یاکوبی (LUX) · "Corner", "Départ", and "Rugby"      | جک باتلر ییتس (IRL) · "The Liffey Swim"           | یوهان فن هل (NED) · "Patineurs"                             |
| مجسمه‌سازی | کونستانتینوس دیمیتریادیس (GRE) · "Discobole Finlandais" | فرانتس هلدنشتاین (LUX) · "Vers l'olympiade"       | ژان رونه گوگا (DEN) · Boxer                                 |
| مجسمه‌سازی | کونستانتینوس دیمیتریادیس (GRE) · "Discobole Finlandais" | فرانتس هلدنشتاین (LUX) · "Vers l'olympiade"       | کلود-لئون مسکو (FRA) · Sports medals                        |